# Троте
Троте (італ. Lago delle Trote) — озеро, розташоване в долині Валь-Брембана в комуні Фопполо (провінція Бергамо, регіон Ломбардія). Знаходиться на висоті 2109 метрів над рівнем моря. В околицях багато гірськолижних курортів.
| Італія | Це незавершена стаття з географії Італії. Ви можете допомогти проєкту, виправивши або дописавши її. |